# Walter Acha
Walter Acha Romaní (Huanta, 31 de octubre de 1967) es un abogado, agricultor y político peruano. Fue congresista de la república por Ayacucho durante el periodo 2011-2016.

## Biografía
Walter Acha nació el 31 de octubre de 1967, en la ciudad de Huanta ubicado en Ayacucho.
Realizó su formación primaria y secundaria en el Colegio Gonzales Vigil de Huanta. Se desempeñó como agricultor cocalero y fue dirigente gremial defensor de los intereses de los productores cocaleros, actuando en particular en la Federación de Productores Agropecuarios del VRAEM (FEPAVRAE). 
Entre enero del 2010 y enero del 2011 ocupó el cargo de secretario general de la Confederación Nacional de Productores Agropecuarios de Cuencas Cocaleras del Perú (CONPACCP). Posteriormente realizó sus estudios de Derecho en la Universidad Inca Garcilaso de la Vega, graduándose en el año 2019.

## Trayectoria política

### Congresista de la República
Postuló al Congreso de la República como miembro de la alianza Gana Perú de Ollanta Humala en las elecciones del año 2011. Acha fue elegido como congresista de la república por la circunscripción de Ayacucho, con 15,087 votos, para el periodo parlamentario 2011-2016.
En el parlamento ejerció como secretario de la Comisión de Descentralización en 2014. Posteriormente en el año 2015, Walter Acha renunció a la bancada de Gana Perú debido a la falta de compromiso del gobierno con el sector cocalero que representó.
En agosto del año 2020, Walter Acha se afilió al partido Unión por el Perú en alianza con el Frente Patriótico de Antauro Humala y en las elecciones parlamentarias del 2021 volvió a postular al Congreso de la República representando al departamento de Ucayali. Sin embargo, no resultó elegido.

## Controversias
Walter Acha fue cuestionado en el año 2011 tras ser investigado por el Poder Judicial de sus presuntos vínculos con el narcotráfico.
En el año 2012, Acha fue denunciado por una trabajadora de su despacho congresal de haberla violado sexualmente durante un viaje de trabajo a la ciudad de Pucallpa. Ante esto, fue investigado por la Fiscalía de Ucayali y por la Comisión de Ética del Congreso de la República, donde finalmente quedó suspendido del parlamento por 120 días.